# István Priboj
István Priboj ou en slovaque Štefan Priboj (né le 2 mai 1894 en Autriche-Hongrie et mort le 27 octobre 1957) était un joueur et entraîneur de football hongrois et tchécoslovaque (slovaque).

## Biographie

### Carrière de club
Il a notamment joué pour les clubs du Újpesti TE en Hongrie, ainsi que du 1. ČsŠK Bratislava et du Dynamo Žilina en Tchécoslovaquie.
Il sera le meilleur buteur du championnat hongrois lors de la saison 1922-23.

### Carrière internationale
Il joue en tout six matchs pour l'équipe de Hongrie entre 1919 et 1925, et inscrit en tout trois buts.

### Carrière d'entraîneur
Il est ensuite entraîneur, notamment de l'équipe de Slovaquie de 1940 à 1941.